# Hitman: Blood Money
Hitman: Blood Money è il quarto episodio della serie di videogiochi Hitman. Il gioco è uscito in Europa il 26 maggio 2006 e negli Stati Uniti d'America il 30 maggio dello stesso anno.
Nella versione italiana di questo nuovo capitolo l'agente 47 cambia doppiatore, assumendo la voce di Giorgio Melazzi.
La storia ruota attorno agli omicidi compiuti dal protagonista, l'Agente 47, raccontati nelle scene iniziali del gioco dal vecchio direttore dell'FBI a un giornalista, invitato nella sua casa, durante una discussione riguardante l'agente. L'ex direttore, costretto a vivere su una sedia a rotelle, narra in che modo la sua organizzazione pedinò 47 per oltre due anni osservandone le operazioni, ciascuna delle quali viene rivissuta a mano a mano che si prosegue nel gioco.
Hitman: Blood Money ha guadagnato un grande seguito nel corso degli anni, diventando un punto di riferimento del genere stealth. Definito il capolavoro della serie, è considerato uno dei migliori videogiochi mai realizzati.
Nel 2013 è uscita la trilogia Hitman HD Trilogy, grazie alla quale è possibile giocare a tre giochi della serie (Silent Assassin, Contracts e Blood Money) anche su PlayStation 3, mentre nel 2019 è uscita sulle piattaforme PlayStation 4 e Xbox One Hitman: HD Enhanced Collection contenente Blood Money e il suo sequel, Hitman Absolution. Il 30 novembre 2023, viene rilasciata una versione per IOS ed Android  dal titolo: Hitman: Blood Money — Reprisal. Il 25 gennaio successivo viene pubblicata una conversione per Nintendo Switch.

## Trama
Il gioco comincia con un'analessi (flashback) in un parco di divertimenti a Baltimora, dove dozzine di persone morirono in un incidente causato dall'insufficiente manutenzione della ruota panoramica; il padre di una delle vittime chiama l'Agenzia e commissiona l'omicidio del proprietario del parco, il quale è stato esonerato dall'incarico. 47, in fuga da alcuni rivali dall'Europa, accetta l'incarico; in seguito a questo, riceve una serie di contratti da clienti americani entusiasti di ingaggiare il leggendario sicario. Con l'eccezione di due missioni che hanno luogo rispettivamente in Cile e a Parigi (che ha luogo, nel gioco, immediatamente prima di quella cilena), tutte le missioni si susseguono in ordine cronologico, seguendo quest'ultima.
La gran parte del gioco prende piede in un susseguirsi di sequenze di analessi che prendono le mosse dai giorni nostri, nei quali il giornalista Rick Henderson e l'ex direttore dell'FBI, Leland "Jack" Alexander, discutono riguardo ai vari incarichi di 47 negli ultimi due anni (2004-2005) e sul suo coinvolgimento nella vicenda complessiva. Il giornalista aveva preparato un'intervista da proporre ad Alexander riguardo al recente attacco alla Casa Bianca (un punto importante nella trama). Diviene presto chiaro che il vero intento di Alexander è quello di discutere riguardo a 47. Allorché la storia progredisce, viene detto che gli impiegati dell'Agenzia sono sistematicamente eliminati da un clone albino, un superassassino mandato da una controparte occidentale dell'Agenzia chiamata "la Coalizione"; la situazione degrada al punto in cui Diana informa 47 che loro due sono gli unici rimasti.
Diana chiude l'Agenzia con un contratto finale per uccidere gli assassini che verranno dopo di loro. Dopo l'incarico, 47 è avvicinato da un vecchio conoscente, un agente della CIA di nome Smith, che 47 ha soccorso durante la missione Riabilitato.... Lo 007 ingaggia 47 per una missione di alto profilo, pagata con svariati milioni di dollari in diamanti. C'è una ragione per cui la ricompensa è particolarmente generosa; gli obiettivi sono il clone assassino della Coalizione, Mark Parchezzi III, e il vicepresidente degli Stati Uniti Daniel Morris.
I due sono un killer e un politico al soldo di un'organizzazione segreta privata, la Coalizione, e di una società sua alleata; esse vogliono conservare il monopolio della tecnologia di clonazione che ha prodotto 47, e intendono uccidere il presidente degli Stati Uniti prima che possa portare avanti la sua causa pro clonazione (abbattendo quindi il loro monopolio); hanno già tentato di uccidere un politico in procinto di candidarsi a New Orleans, ma 47 ha ucciso i killer durante uno dei suoi contratti. Le due organizzazioni hanno anche bisogno del DNA di 47, l'unico risultato tra tutti gli esperimenti nel mondo che ha avuto successo; senza di lui, i dati del professor Ort-Meyer (il creatore di 47), su cui la Coalizione ha messo le mani, sono completamente inutili!
Come prevedibile, 47 riesce nella missione. Ricercato da entrambe le organizzazioni e dalla polizia, si rifugia nel proprio nascondiglio; dopo un po', senza alcun avvertimento, Diana va a trovarlo, il che immediatamente suscita il sospetto di 47 (gli incontri con Diana dal vivo erano di solito molto rari). La donna dichiara di conoscere come togliere di mezzo la Coalizione. Appena 47 si distrae, riflettendo sulla missione ed esprimendo il proprio cattivo presentimento riguardo alla possibilità di successo, Diana inietta nel suo corpo con una siringa una sostanza che fa cadere 47 in stato comatoso (l'apparente tradimento di Diana fa sì che 47 urli "Bitch!", la sua unica aggressione verbale delle serie). Il corpo di 47 è quindi circondato da membri della SWAT e Diana, annunciando che uccidere 47 è stato "sorprendentemente piacevole", è introdotta ufficialmente nella Coalizione da Leland Alexander, il suo fondatore.
La versione dei fatti data al giornalista da Alexander rappresenta la verità ufficiale modificata per l'opinione pubblica, mentre la realtà dei fatti è stata mostrata nelle missioni di 47 e nei briefing dati da Diana; alcuni degli avversari incontrati da 47 mentre svolgeva i suoi contratti erano killer della Coalizione, e alcuni bersagli erano membri o alleati del gruppo; tra i killer ci sono alcuni cloni imperfetti creati dalla Coalizione, come Mark Puraya II, Mark Parchezzi III e il killer con la maschera da diavolo nel nightclub a Las Vegas.
La storia a questo punto scivola ai giorni nostri; il corpo di 47 è pronto per la cremazione, così che il suo midollo spinale non possa essere utilizzato da rivali, ciò che precluderebbe per sempre la possibilità di produrre un clone non difettoso.
Diana pone sul petto di 47 le sue pistole Silverballers durante l'affrettato funerale e lo bacia, non prima però aver applicato rossetto sulle proprie labbra. Diventa chiaro che il veleno iniettato nel corpo di 47 era invece un siero per fingere la morte, usato da 47 in una missione precedente (Riabilitato...) e che induce il corpo in uno stato di ibernazione: il rossetto di Diana contiene infatti l'antidoto (lo stesso usato per salvare l'Agente Smith nella missione Riabilitato).
Da questo punto la storia può concludersi con due finali alternativi:
- Finale 1: la scelta drammatica, in cui si presume che l'antidoto per il siero della morte fallisca e 47 scende nel forno crematorio. Per ottenerla è sufficiente che il giocatore non faccia nulla e lasci i titoli di coda scorrere.
- Finale 2: la vera fine canonica, in cui l'antidoto funziona e 47 si risveglia, ammazzando chiunque nella chiesa (eccetto Diana, che se ne è già andata, apparentemente chiudendo i cancelli dietro di sé per evitare che il testimone scappi). Occorre assolutamente evitare che qualcuno sopravviva, compresi l'innocente giornalista e il prete. Dopo il massacro, 47 lascia il funerale in cerca dell'artefice di tutto. Per ottenere questa seconda fine il giocatore deve premere i tasti di movimento appena la barra di salute di 47 raggiunge il massimo mentre i titoli di coda scorrono.

Dopo il bagno di sangue al funerale, Diana usa i fondi della Coalizione allo scopo di riaprire l'ICA (International Contract Agency) che sovrasta il porto di Copenaghen. Diana riceve una chiamata da un cliente soprannominato "Sua Maestà", rimarcando il fatto che l'agenzia è collegata a molti governi e agenzie di potere mondiali; la voce di Sua Maestà non può essere sentita, ma Diana replica che l'agenzia ha perso le tracce di 47. Nel frattempo viene mostrato 47 in un bordello, con la sua valigetta, mentre conversa con un cinese vestito in abiti tradizionali; alla fine 47 lascia lo schermo dicendo che è interessato a qualcosa "nel retro". Come 47 entra nella stanza, le tende si chiudono e i titoli di coda cominciano a scorrere.

## Modalità di gioco
Alcune nuove caratteristiche sono state aggiunte a Hitman: Blood Money. Queste includono la capacità di scalare più oggetti (ad esempio le grate), nuove animazioni del personaggio, un nuovo motore di gioco e la possibilità di potenziare alcune armi. Ad ogni modo, soltanto cinque armi del gioco e alcune parti dell'equipaggiamento, come i giubbotti antiproiettile e gli esplosivi, possono essere potenziate. Ogni livello ha un modo eliminare il bersaglio simulando un incidente; per esempio gettare dell'alcole sulla griglia della vittima, in modo da provocare un'esplosione quando il bersaglio designato la accende; oppure il bersaglio potrebbe cadere "accidentalmente" dal balcone. Ci sono anche alcune armi improvvisate, come le sparachiodi oppure le cesoie per le siepi, ed è stata aggiunta l'abilità di prendere a pugni il nemico fino a farlo svenire.
È aggiunta anche una nuova caratteristica al gioco, ossia il fattore Notorietà: se il giocatore nella missione uccide civili o innocenti e viene ripreso dalla televisione a circuito chiuso (CCTV) o viene visto da testimoni mentre commette l'omicidio, questo farà aumentare la notorietà dell'Agente 47;  al contrario, se il giocatore esegue le missioni in modo perfetto, senza che si verifichi nessuno dei sopracitati eventi, la notorietà sarà minima o nulla. Più alta sarà la notorietà dell'Agente 47, più facile sarà per i civili o i poliziotti scoprirlo. I giocatori possono usare il sistema di corruzione per negare l'effetto della notorietà. In pratica a fine missione si può scegliere se comprare il silenzio dei civili, dei poliziotti o addirittura comprare una nuova identità. Il sistema di notorietà non è attivo al livello principiante (Rookie), che allo stesso tempo permette salvataggi illimitati e ha un livello generale di difficoltà più basso. Nel gioco sono disponibili medicamenti, che prendono il nome di Antidolorifici e Adrenalina.
Un elemento particolare del gioco, ripreso dal primo capitolo Hitman: Pagato per uccidere, è il fatto che le missioni completate fruttino del denaro al giocatore. Esso può essere usato all'inizio di ogni missione (eccetto la prima) per acquistare armi, munizioni e vari tipi di strumenti da portare con sé in suddetta missione, oltre ai sopracitati stratagemmi per ridurre la notorietà. La ricompensa finale in denaro del giocatore parte sempre da una cifra prestabilita, dalla quale verranno dedotte le spese per l'equipaggiamento. Qualora il conto del giocatore finisse in rosso, esso verrà licenziato e sarà Game Over.
Quando ogni missione finisce, viene visualizzato un articolo di giornale riguardante il caso, i cui contenuti cambieranno a seconda della notorietà del giocatore e dello sviluppo delle indagini; verranno anche visualizzati dei profili (identikit), che aumenteranno di precisione quanti più testimoni il giocatore si lascerà dietro. Il titolo dell'articolo sarà relativo alla valutazione del giocatore: "Assassino silenzioso" (Silent Assassin) è la valutazione migliore di tutto il gioco e viene assegnata quando il giocatore uccide il bersaglio nel modo più pulito e discreto possibile e non lascia particolari tracce di sé (coperture saltate, corpi ritrovati, ecc.).

### Sistema di salvataggio
Una caratteristica del gioco è il fatto che il sistema di salvataggio funzioni solamente per la sessione di gioco corrente: è possibile salvare la partita in ogni momento durante una missione e ricaricare il salvataggio ma, se la missione viene completata con successo, ricominciata da capo o il gioco viene chiuso e riaperto, i salvataggi verranno cancellati.
Inoltre, il numero di salvataggi possibili varia con il livello di difficoltà; al livello più semplice è possibile effettuare un numero illimitato di salvataggi, mentre al livello di difficoltà maggiore non sarà possibile salvare.

## Controversie
Il gioco Blood Money è stato definito come il gioco più violento della serie e la sua pubblicità ha generato più critiche del gioco stesso: essa raffigurava una donna sdraiata su un letto , apparentemente addormentata ma in realtà con un buco di proiettile in mezzo alla fronte; il motto sovrastante l'immagine recitava "Bellissima Esecuzione" un paragone tra l'apparenza della donna e il suo destino. Altri motti sono stati "Esecuzione classica", con un violoncellista strangolato tramite una corda; "Fredda Esecuzione", in cui viene mostrato un corpo in un congelatore; e "Esecuzione Scioccante", che mostra una donna in un bagno fulminata da un tostapane.

## Copie vendute
Hitman: Blood Money ha raggiunto la cifra di 1,5 milioni di copie vendute il 17 luglio 2006. Nel 2011 il videogioco aveva superato le 2,1 milioni di copie vendute.

## Missioni
- Tutorial: Morte di un impresario  (Baltimora, USA)
- Missione 1: L'annata buona        (Cile)
- Missione 2: Giù il sipario!       (Parigi, Francia)
- Missione 3: Riabilitato...        (Nord California, USA)
- Missione 4: Una nuova vita        (USA)
- Missione 5: A caccia di corvi     (New Orleans, USA)
- Missione 6: Buon Natale!          (Montagne rocciose, USA)
- Missione 7: Morte sul Mississippi (Mississippi, USA)
- Missione 8: Nozze nere            (Mississippi, USA)
- Missione 9: I dadi sono tratti    (Las Vegas, USA)
- Missione 10: L'angelo infernale   (Las Vegas, USA)
- Missione 11: XLVII emendamento    (Washington, USA)
- Missione 12: Requiem              (USA)

## Colonna sonora
Come per i capitoli precedenti della saga, le musiche sono state composte da Jesper Kyd.
La canzone "Ave Maria", che si può ascoltare nel menù di gioco, nelle sequenze d'apertura, nella missione finale e in altri punti del videogioco è la versione di Jesper Kyd dell'Ave Maria di Franz Schubert. La canzone si può inoltre sentire all'inizio del film. La canzone "Tomorrow never dies" è cantata da Swan Lee. Nella missione "L'annata buona", Don Fernando Delgado, uno degli obiettivi, esegue al violoncello parte del preludio della prima suite di Bach, mentre durante la missione "Giù il sipario!" l'obbiettivo sta provando a teatro un'aria della Tosca di Puccini: "Come'è lunga l'attesa... Mario, su presto!" 

## Doppiaggio
Di seguito sono riportati i doppiatori che hanno prestato la voce ai principali personaggi del videogioco:
| Personaggio            | Doppiatore originale | Doppiatore italiano                                                                        |
| ---------------------- | -------------------- | ------------------------------------------------------------------------------------------ |
| Agente 47              | David Bateson        | Giorgio Melazzi                                                                            |
| Diana Burnwood         | Vivienne McKee       | Silvana Fantini                                                                            |
| Alexander "Jack" Cayne | Roger Jackson        | Gianni Gaude                                                                               |
| Rick Henderson         | Crispin Freeman      | Diego Sabre                                                                                |
| Mark Parchezzi III     | Daniel Riordan       | Claudio Moneta                                                                             |
| Agente Smith           | David Andriole       | Claudio Moneta                                                                             |
| Manuel Delgado         | ???                  | Luca Sandri                                                                                |
| Alvaro D'Alvade        | Jorge Garcia         | ???                                                                                        |
| Lorenzo Lombardo       | ???                  | Pietro Ubaldi                                                                              |
| Vinnie Sinistra        | Vinnie Curto         | Marco Balzarotti                                                                           |
| Lorne de Havilland     |                      | Marco Balzarotti                                                                           |
| Margeaux LeBlanc       | Barbara Bernad       | Silvana Fantini                                                                            |
| Hendrik Schmutz        |                      | Claudio Moneta                                                                             |
| Sceicco Al-Khailfa     | Sam Sako             | Riccardo Rovatti                                                                           |
| Tariq Abdul Lateef     |                      | Marco Balzarotti                                                                           |
| Daniel Morris          | Mark Klastorin       | Pietro Ubaldi                                                                              |
| Personaggi minori      |                      | Claudio Moneta Silvana Fantini Riccardo Rovatti Luca Sandri Pietro Ubaldi Marco Balzarotti |

Il gioco pur essendo doppiato in varie lingue su quasi tutte le piattaforme, ad eccezione della Xbox 360, dove usci esclusivamente in inglese.